# Jevetta Steele
Jevetta Steele (Gary, 1963. november 11. –), amerikai R&B és gospel énekesnő.

## Pályafutása
Az indianai Gary-ben született és nevelkedett, majd a minnesotai Minneapolisba költözött. Eredetileg bűnügyi ügyvédnek készült. Később zenész karrierbe kezdett. Egy egyházi zenét előadó csoport tagja lett, amelyben Jearlyn húgával és három fivérével gospelt énekelt.
A Bob Telsonnal való együttműködés legnagyobb sikere a Bagdad Café filmzenéjéből származó 1988-as „Calling You” című dal volt. A dalt Oscar-díjra jelölt filmdal kislemezeként jelent meg és Európa-szerte sikeres lett,  Svédországban és Franciaországban is eljutott az első tíz valamelyikébe. A franciaországi siker egy hanglemezszerződéshez vezetett.
1988-tól Steele önállóan és a „The Steeles” együttessel is sikeres énekes lett. Ennek következtében ismerkedett meg Princecel is. Szorosan együttműködött vele, énekelt a lemezein és az 1989–1995 között. Egyidejűleg debütáló albumán, a „Here It Is”-en dolgozott. Az album a „Blues & Soul UK Hiplisten” a 15. helyre került. Az album tartalmazta a „Calling You”-t és Dionne Warwick „Say A Little Prayer For You” című felvételét is. Ugyanebben az évben kiadták a „The Steeles” debütáló albumát, a „Heaven Help Us All”-t is.
Az 1994-es Corrina, Corrina című film filmben az Over the Rainbowt ő énekli.

## Lemezek
- 1988: Jevetta Steele
- 1992: Hold Me (EP)
- 1993: Here It Is
- 2006: My Heart
- 1988: Calling You

## Díjak
1988-ban a Bob Telson szerezte „Calling You” című filmdalát Oscar-díjra jelölték (Bagdad Café).

## Filmek
- Corrina, Corrina (1994)
- Great Performances (1971)
- Bagdad Café (1987)